# Arroyo Culebro (metrostation)
Arroyo Culebro is een metrostation in Getafe. Het station werd geopend op 11 april 2003 en wordt bediend door lijn 12 van de metro van Madrid.